# یواس‌اس بدفورد ویکتوری (ای‌کی-۲۳۱)
یواس‌اس بدفورد ویکتوری (ای‌کی-۲۳۱) (به انگلیسی: USS Bedford Victory (AK-231)) یک کشتی بود که طول آن  ۴۵۵ فوت (۱۳۹ متر) بود. این کشتی  در سال ۱۹۴۴ ساخته شد.